# Caphaurus
Caphaurus is een personage uit de Griekse mythologie. Hij was de zoon van Amphithemis (een zoon van Apollon en Acacallis) en een Tritoniaanse nimf. Hij was de broer van Nasamon. Caphaurus doodde de Argonaut Canthus door hem een steen naar het hoofd te gooien toen die in Libya zijn schapen probeerde te stelen. Caphaurus werd niet veel later uit wraak door de andere Argonauten vermoord.